# Прорыв (фильм, 1986)
«Проры́в» — широкоформатный художественный фильм-катастрофа, основанный на реальных событиях, произошедших в Ленинградском метрополитене весной 1974 года.

## Сюжет
Фильм рассказывает о крупной аварии, которая произошла при строительстве перегонного тоннеля к станции «Петровская» (вымышленная) Ленинградского метрополитена.
Начальником Ленметростроя Полуэктовым было принято решение строить тоннель через подземную реку. Во время проходки из замороженного грунта начинает прорываться плывун. Он стремительно затапливает перегонный тоннель. Рабочие, осознав, что не могут противостоять стихии, бегут по тоннелю к гермозатвору, и по пути от них отстаёт бригадир Осьмёркин, почувствовавший слабость. По приказу начальника шахты Мартынова двое рабочих начинают поиски своего бригадира, но не находят его. К этому времени тоннель заполнился наполовину. Но Мартынов и проходчик Вязигин всё же отправляются на надувной лодке искать бригадира. Найдя Осьмёркина и вернувшись к гермозатвору, рабочие закрывают его. Появившийся на площадке Полуэктов приказывает покинуть её, указывая на то, что затвор не выдержит. Руководством Ленметростроя принимается решение об эвакуации населения из района катастрофы, которая проводится с привлечением военных. На совещании Полуэктов по рекомендации инженера Костыри принимает решение о строительстве бетонной перемычки и затоплении тоннеля. Тем временем на поверхности образуются пустоты и рушатся здания. Мартынов доказывает Полуэктову, что одной перемычки будет недостаточно, и начальник Ленметростроя даёт ему два часа на строительство второй. Несколько часов проходит в ожидании затопления тоннеля, после чего герои отправляются домой.

## Производство
Съёмки фильма проводились в тоннелях новых строящихся линий Ленинградского метро. Эпизод с троллейбусом разрабатывался почти полгода специалистами Ленинградского института инженеров железнодорожного транспорта. Большую часть трюков в фильме выполняли сами актёры. В интервью «Советскому экрану» режиссёр Дмитрий Светозаров назвал работу оператора С. Астахова и художника М. Суздалова «сложной», а также отметил, что звучащая в фильме музыка А. Макаревича сыграла «немаловажную роль». Для записи музыки использовали аппаратуру «Суперфон-70». При создании звука «плывуна» использованы фонограммы, записанные на геотермальных полях камчатских вулканов во время специально организованной экспедиции. Взрыв здания снимался в предназначенном на слом доме на углу Дегтярной и 9-й Советской улиц.

## В ролях
- Олег Борисов — начальник Ленметростроя Борис Савельевич Полуэктов
- Андрей Ростоцкий — начальник шахты Дмитрий Николаевич Мартынов, зять Полуэктова
- Юрий Демич — зам. начальника Ленметростроя Вячеслав Николаевич Юрасов
- Михаил Данилов — главный инженер Ленметростроя Марчук
- Александр Суснин — бригадир проходчиков Игнат Никитич Осьмёркин («Дед»)
- Юрий Кузнецов — проходчик Геша Вязигин
- Андрей Краско — проходчики Александр и Бронислав Костромины
- Владимир Баранов — проходчик Валерий Шерстобитов
- Валерий Кравченко — Морозов, машинист шахтного электровоза
- Наталья Акимова — жена Мартынова (дочь Б.С.Полуэктова)
- Юрий Соловьёв — главный инженер проектного института Костыря
- Николай Буров ― инструктор обкома партии Бутусов
- Иван Агафонов — товарищ Серов Виталий Сергеевич, из обкома партии
- Виктор Михайлов — завхоз зоопарка Золотарёв
- Сергей Лосев — директор хлебозавода

## Съёмочная группа
- Автор сценария: Альбина Шульгина
- Режиссёр: Дмитрий Светозаров
- Оператор: Сергей Астахов
- Художник: Михаил Суздалов
- Композиторы: Андрей Макаревич, Александр Зайцев, Александр Кутиков
  - Музыку исполняет группа «Машина времени»
  - Запись музыки:  Виктор Бабушкин
- Звукооператор: Леонид Шумячер
- Монтаж: Эльдар Шахвердиев

## Рецензия
В статье, посвящённой фильму «Прорыв» в рекламном бюллетене «Спутник кинозрителя», отмечено, что картина соответствует «жанровому канону» фильмов-катастроф, так как показанная в фильме катастрофа грозит разрушениями и жертвами не только метро, но всему городу на Неве. По мнению автора статьи, основной ценностью фильма является «человечность, правда характеров и житейских ситуаций», тем самым он подчёркивает, что персонажи фильма показаны не «безупречной командой... надёжных ребят», а «содружеством вполне земных людей». Также автором статьи отмечено, что данная картина испытала на себе влияние работ Алексея Германа.

## Наследие
События, о которых рассказывается в фильме, в том числе послужили основой сюжета российского фильма-катастрофы «Метро» с участием в его производстве создателями «Прорыва», помимо одноимённого романа Дмитрия Сафонова, по которому снят фильм. Отзывы и оценки о российском фильме «Метро» разнятся от положительных у кинокритиков до отрицательных у непосредственных сотрудников ГУП «Московский метрополитен», критиковавших неправдоподобность продемонстрированной работы служб Московского метрополитена. Также к фильму со скепсисом отнеслись сотрудники Самарского метрополитена, в котором проходили съёмки. Первоначально проект мог быть отменён из-за отказа предоставления съёмочной площадки Московским метрополитеном и вследствие теракта в Минском метрополитене.